# Revue littéraire
Cet article concerne les revues littéraires. Pour la revue, voir La Revue littéraire. Pour le film, voir Revue littéraire (film).
« Magazine littéraire » redirige ici. Pour la revue littéraire française, voir Le Magazine littéraire.

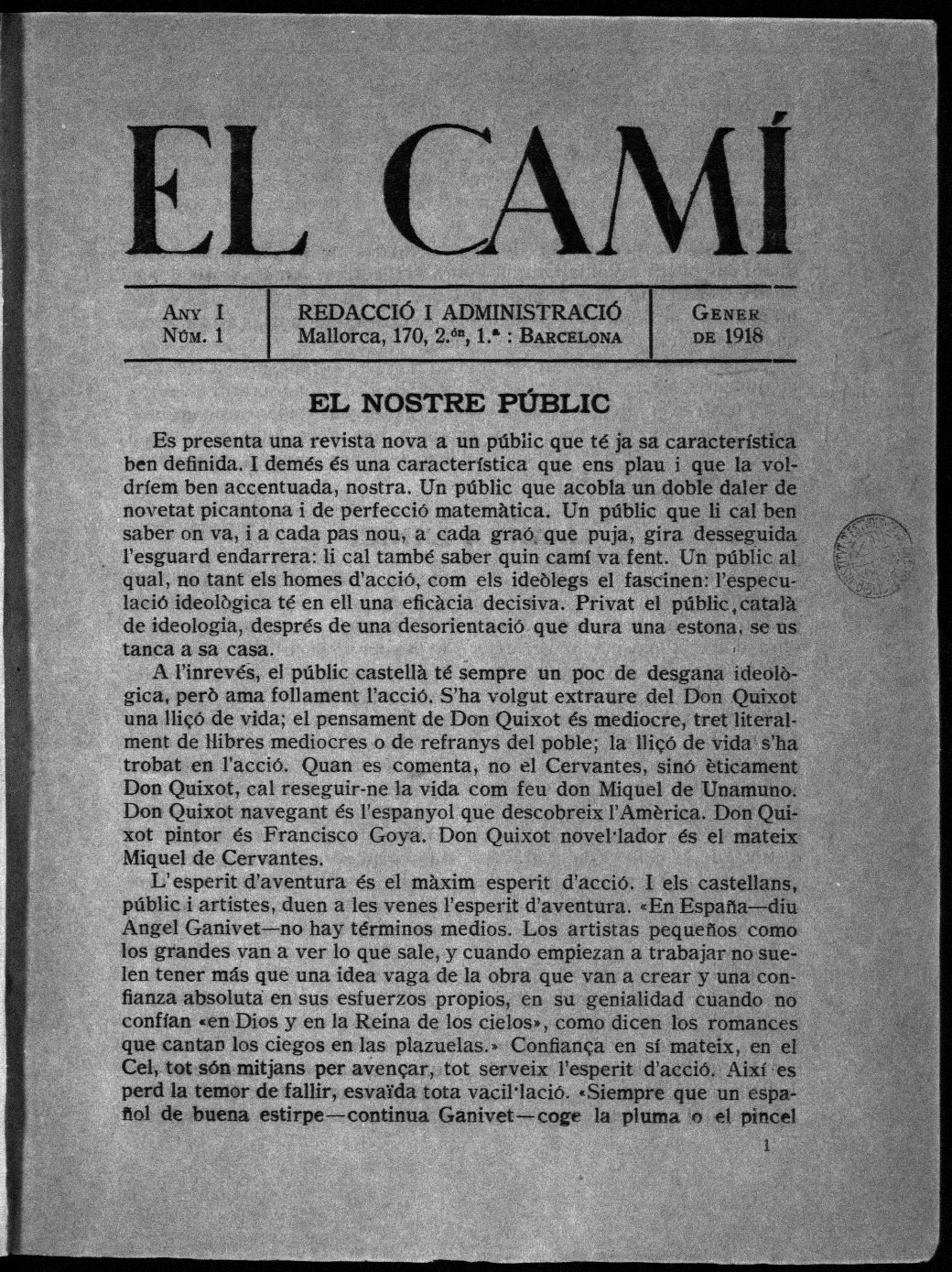
Première page du numéro 1 de la revue littéraire catalane El Camí (1918).

Une revue littéraire est une publication périodique spécifique au champ littéraire (littérature, poésie, critique littéraire et autres). Les écrivains y publient des textes qui peuvent ensuite être repris en volume. Les revues sont également un des vecteurs principaux de la critique.
Aux XIXe siècle et XXe siècle les revues littéraires ont été un vecteur de recherches et d'expérimentations permettant à de nombreux auteurs tout à la fois de rechercher leur propre écriture et de rencontrer des écritures pouvant correspondre à leur propre démarche. Les diverses revues surréalistes ont, par exemple, joué un rôle non négligeable de défrichage dans les années 1920. Aujourd'hui le monde de la revue est toujours aussi vivace et laisse une grande place à l'expérimentation.

## La revue littéraire: lieu de construction de soi
La revue Littéraire, comme le disait déjà Ferdinand Divoire dans son Introduction à l'étude de la stratégie littéraire en 1912, est un lieu de construction d'ego, de polémiques, de manifestes. Il n'y aurait pour cela qu'à observer le nombre de revues qui ont été des brulots, ceci à commencer par le mouvement Dada, ou bien encore des revues comme Vortex en Angleterre.
Si cette construction de soi se marque par des oppositions fortes, par une volonté de distinction, elle dépasse toutefois largement ce cadre. Elle constitue, pour l'auteur, une certaine forme de recherche de ce que peut être son écriture. Ainsi, il n'est pas rare de voir une démarche de construction critique de l'écriture d'un auteur avant sa reconnaissance pour ses livres, à travers des revues.

## La revue littéraire lieu d'engagement politique
De plus, les revues n'ont pas été et ne sont pas seulement des lieux d'expérimentation de l'écriture, mais elles sont aussi des lieux de manifestes tant politiques que culturels. Ce trait est une des constantes des revues d'avant-garde au XXe siècle, mais aussi de résistance, comme ce fut le cas au cours de la seconde guerre mondiale, où l'on peut compter pas moins de 85 revues littéraires différentes en France.
Si dans les années 1950, aussi bien Action poétique, créée en relation à la grève du port de Marseille, que L'élan poétique, littéraire et pacifiste de l'écrivain anti-militariste Louis Lippens sont marquantes, l'une des revues qui fera le plus date, n'est autre que L'Internationale Situationniste dirigée par Guy Debord. Cette revue se donnant comme manifeste politique, était aussi un lieu pour certaines expérimentations au niveau de la création. Notamment le détournement d'écrits ou pictural.
Cette dimension manifeste a aussi caractérisé, pour les dernières années du XXe siècle, des revues comme Ligne de risque, animée par Yannick Haenel et François Meyronnis, Tiqqun, issu d'un collectif anonyme, ou EvidenZ.

## Évolution

### La fin des années 1980
(mai 2013).
À la fin des années 1980, est apparue une forme de tournant. Alors que d'un côté, persiste l'entreprise de Philippe Sollers avec L'Infini, de l'autre apparaît au niveau des littératures expérimentales un changement de cap. Tout d'abord avec la naissance en 1989 de la revue JAVA, ensuite par l'arrêt de la revue TXT de Christian Prigent et la création par celui-ci et Mathias Pérez de la revue Fusées qui fait la liaison entre littérature d'avant-garde et les arts plastiques.
Ce tournant est suivi en 1994, par la revue d'Olivier Cadiot et de Pierre Alferi La Revue de littérature générale qui marquera durablement les esprits, avec deux imposants numéros, puis entre 1995 et 1998 avec la Revue Perpendiculaire en lien direct avec les expériences de l'art contemporain. Ce tournant dans les revues marque une ouverture à de nouvelles formes, qui quittent les préoccupations avant-gardistes, pour entrer davantage dans des questions portant sur la matérialité du langage et le formalisme. C'est dans cet élan que se situe la création de revues comme TIJA par Christophe Fiat et Anne-James Chaton, Boxon.
De même peu à peu disparaissent les revues littéraires généralistes au profit de revues plus spécialisées, même si dans les années 1990 est créée La Femelle du Requin revue qui croise narration et poésie et des dossiers sur divers auteurs, et en 2004, La Revue littéraire aux Éditions Léo Scheer, dont l'ambition de renouveler l'héritage des grandes revues du XXe siècle suscita une accusation de plagiat de la NRF de la part d'Antoine Gallimard, qui n'y donna pas suite.
De ces différents tournants naîtra un nouvel essor des revues littéraires en France.

### L'ouverture à internet
Va succéder à ces entreprises, une diffusion prenant son essor sur internet. Ce passage s'explique non pas seulement par le choix du support, mais aussi selon des conditions socio-économiques. Malgré la baisse des coûts de production liées à la démocratisation des technologies de l'imprimerie, toute entreprise de production/diffusion de revue se confronte nécessairement à plusieurs difficultés dues à la matérialité du support : 1/ géolocalisation plus ou moins forte de la diffusion; 2/ coût de fabrication lié à chaque exemplaire; 3/ durée de vie de la revue. Avec le support numérique, et la démocratisation d'Internet, ces trois limitations vont pouvoir être contournées : les revues ne seront plus géolocalisées, mais il sera possible de les consulter de tout endroit. Le coût de production est infime par rapport à celui du support papier, notamment avec l'apparition dans les années 2004-2006 des technologies liées au web 2.0 tel que les blogs pré-formatés. La durée d'une revue n'est plus liée à sa diffusion physique dans des réseaux commerciaux ou alternatifs, mais elle est permanente, du fait qu'Internet obéisse au principe de publication continue.

#### Internet comme simple support de diffusion
Internet a été d'abord un simple lieu pour diffuser les textes de nombreuses revues. Ceci entraînant une forme de démocratisation de la diffusion, et permettant de dépasser aussi bien les contraintes économiques liées à la revue papier ou au livre, que les filtres académiques de sélection.
Avec les « web 1.0 » et « web 1.5 », n'existaient que des sites isolés et statiques : avec le web 2.0 et la multiplication des blogs, de multiples sites se sont peu à peu ramifiés. Les meilleurs exemples sont la Revue des ressources et la revue Arabesques qui étaient au départ deux revues papier. En 1998 la Revue des ressources est arrivée sur le web, et, grâce au logiciel SPIP, elle proposa une revue open text (plus de 700 articles en ligne en 2007). La revue s'est adaptée au médium internet et a donné naissance à un Internet Collectuel qui considère comme prioritaire l'interaction individuelle et collective.

#### Internet comme médium complémentaire
Internet est aussi considéré par certains éditeurs de revues comme un moyen soit de toucher un nouveau lectorat, soit de mettre à disposition des lecteurs déjà acquis un éventail de services que la seule édition sur papier ne permet pas de proposer facilement, et/ou à un coût compatible avec les ressources des petites structures ou des associations. Dans ce cas, la revue papier subsiste, mais renvoie explicitement à un ou plusieurs blogs, sites ou wikis. Ceci permet aux éditeurs de gagner en audience, de faire évoluer leur relation avec la partie connectée de leur lectorat, sans pour autant se couper de leurs abonnés traditionnels.

#### Internet comme nouveau médium
Si la poésie fonde avec internet un réel tournant, c'est à partir de l'interrogation spécifique du médium employé. Ainsi nous pouvons distinguer deux manières d'utiliser ce nouveau médium : soit en l'utilisant comme lieu multimédia permettant de transmettre aussi bien de l'image que du son et des textes très longs de création ou de recherches, soit en tant que lieu de création d'une nouvelle forme de poésie, liée spécifiquement aux possibilités de programmation informatique, ce qu'ont entrepris par exemple les groupes « e-criture » ou « Transitoire Observable ».